# 克拉克·阿什頓·史密斯
克拉克·阿什頓·史密斯（Clark Ashton Smith 1893年1月13日—1961年8月14日）是一位美國作家，早年靠寫詩出名，詩風學自喬治·斯特靈。他和H·P·洛夫克拉夫特有交情，後來也曾在《詭麗幻譚》上寫作，是洛夫克拉夫特作家圈的成員。

## 生平

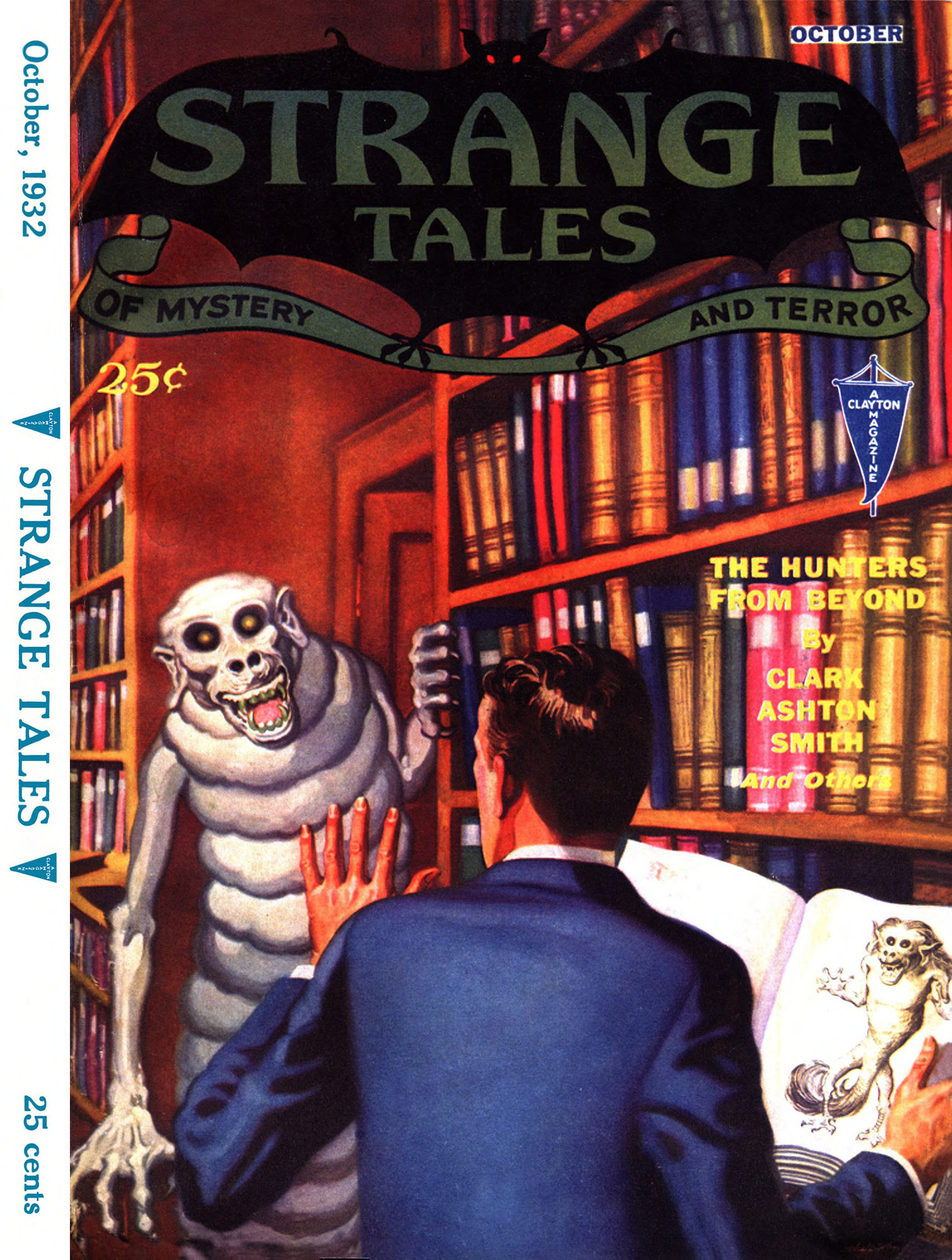
《来自彼方的猎手》（The Hunters from Beyond），1932年出版

克拉克·阿什頓·史密斯美國加州長谷，但一生多半在奧本度過。因患有广场恐怖症等精神疾病，他沒有接受過正式的教育。他只讀過8年語法學校，本來已考上高中，但父母覺得他最好還是在家學習，因此輟學。在家中，他閱讀過《鲁宾逊漂流记》、《格列佛遊記》、安徒生童話和《一千零一夜》等名著，也讀過愛倫·坡的詩。他讀過至少兩次第11版《大英百科全書》。
他11歲時就開始寫作，但早年多以寫詩為主，風格學自喬治·斯特靈，二人在現實中也互相認識。年輕時，有約8年時間他因健康問題停止創作。但大蕭條發生後，因為父母健康狀況也不好，他開始繼續創作補貼家用。1929年至1934年間，他寫出了一百多篇短篇小說，多為恐怖或科幻小說。
1953年，他罹患心臟病。61歲時，他與卡羅爾·瓊斯·多爾曼（Carol Jones Dorman）結婚，蜜月後，他們搬到加州太平洋叢林居住。晚年的史密斯很少寫作，1961年中風，當年8月在睡夢中逝世。

## 作品

### 短篇小說
- 阿瑪斯誓約書（The Testament of Athammaus,1932）

## 外部連接
- The Eldritch Dark （页面存档备份，存于）
- Smith's poem "A Chant to Sirius" （页面存档备份，存于），Leigh Blackmore
- Clark Ashton Smith的作品  - 古騰堡計劃
- Clark Ashton Smith  - 古滕堡分布式校对（加拿大）
- 互联网档案馆中克拉克·阿什頓·史密斯的作品或与之相关的作品
- 來自克拉克·阿什頓·史密斯的LibriVox公共領域有聲讀物
- 網路推理小說資料庫上的Clark Ashton Smith
- Clark Ashton Smith: Poems （页面存档备份，存于）
- LibraryThing author profile （页面存档备份，存于）
- Clark Ashton Smith essays （页面存档备份，存于）